# Typ 21 Amazon
Typ 21 (či třída Amazon) je třída fregat britského královského námořnictva. Celkem bylo postaveno osm jednotek této třídy. Do služby byly zařazeny v letech 1974–1978. Dvě byly ztraceny ve falklandské válce. Velká Británie je v letech 1993–1994 prodalo Pákistánu. Označovány byly jako třída Tariq. Pákistánské námořnictvo je vyřadilo v letech 2013–2023. Fregata Ambuscade má být zachována jako muzejní loď.

## Pozadí vzniku
Fregaty třídy Amazon byly britskou Admiralitou objednány na základě politického tlaku na podporu soukromého sektoru. Projekt fregat tak vypracovaly soukromé loděnice Vosper Thornycroft a Yarrow Shipbuilders. Plavidla obsahovala řadu novinek, například byly jako první britské fregaty vybaveny plynovými turbínami a v jejich konstrukci byly ve velké míře použity lehké slitiny a plasty. Oproti předcházejícím fregatám třídě Leander byly výrazně levnější, ovšem za cenu nízké odolnosti konstrukce. Celkem bylo objednáno osm fregat této třídy. Stavěny byly od roku 1969. Do služby byly zařazeny v letech 1974–1978.
Jednotky typu 21 Amazon:
| Jméno                | Založení kýlu | Spuštěna           | Vstup do služby   | Status |
| -------------------- | ------------- | ------------------ | ----------------- | --- |
| HMS Amazon (F169)    | 1969          | 26. dubna 1971     | 11. května 1974   | Roku 1993 prodána Pákistánu jako Babur (D182). Vyřazena 2014. |
| HMS Antelope (F170)  | 1971          | 16. března 1972    | 19. července 1975 | Potopena dne 24. května 1982. |
| HMS Active (F171)    | 1971          | 23. listopadu 1972 | 17. června 1977   | Roku 1994 prodána Pákistánu jako Shahjahan (D186). Vyřazena a v lednu 2021 potopena jako cvičný cíl. |
| HMS Ambuscade (F172) | 1971          | 18. ledna 1973     | 5. září 1975      | Roku 1993 prodána Pákistánu jako Tariq (D181). Vyřazena 4. srpna 2023. Pákistánské námořnictvo vyřazenou fregatu věnovalo, aby se mohla vrátit do Velké Británie jako muzejní loď. Do Glasgow bude převezena na palubě nákladního plavidla. Projekt řídí charitativní organizace Clyde Naval Heritage. |
| HMS Arrow (F173)     | 1972          | 5. února 1974      | 29. července 1976 | Roku 1994 prodána Pákistánu jako Khaibar (D183). Vyřazena. |
| HMS Alacrity (F174)  | 1974          | 18. září 1974      | 2. července 1977  | Roku 1994 prodána Pákistánu jako Badr (D184). Vyřazena 2013. |
| HMS Ardent (F184)    | 1974          | 9. května 1975     | 13. října 1977    | Potopena dne 22. května 1982. |
| HMS Avenger (F185)   | 1974          | 20. listopadu 1975 | 15. dubna 1978    | Roku 1994 prodána Pákistánu jako Tippu Sultan (D185). Vyřazena a v dubnu 2020 potopena jako cvičný cíl. |

## Konstrukce

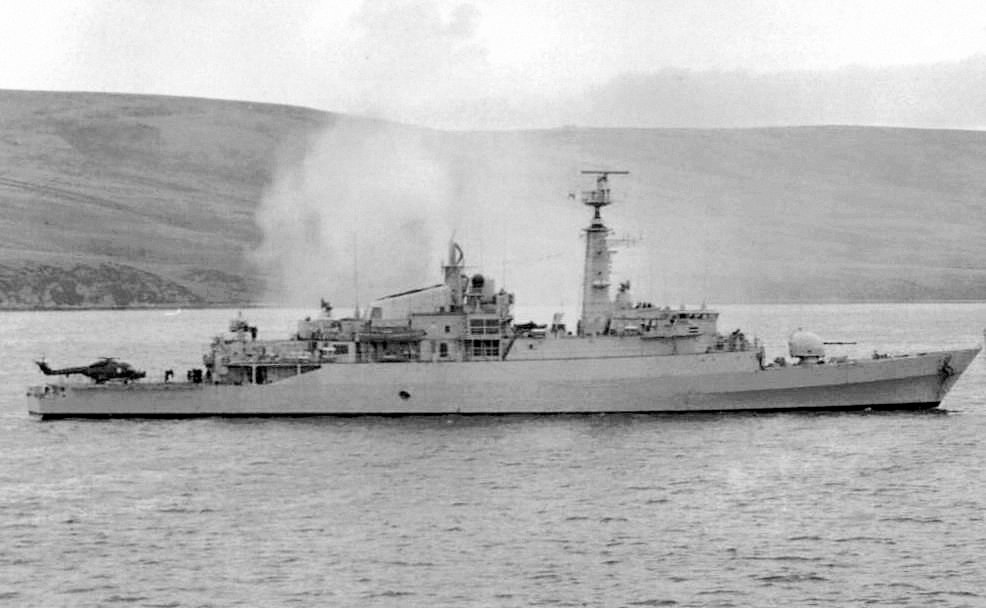
Fregata HMS Antelope (F170) za falklandské války v zátoce San Carlos

Hlavňovou výzbroj tvořil jeden 114mm kanón v dělové věži na přídi, doplněný o dva 20mm kanóny. Údernou výzbroj tvořily čtyři kontejnery protilodních střel MM.38 Exocet umístěné na přídi mezi můstkem a dělovou věží. Pro bodovou protivzdušnou obranu fregaty nesly jedno vypouštěcí zařízení protiletadlových řízených střel krátkého dosahu Seacat. K ničení ponorek sloužily dva trojhlavňové 324mm torpédomety. Fregata rovněž nesla přistávací plochu a hangár pro jeden protiponorkový vrtulník. Pohonný systém byl koncepce COGOG. Pro ekonomickou plavbu sloužily dvě plynové turbíny Rolls-Royce Tyne RM1A, zatímco v bojové situaci fregatu poháněly dvě turbíny Rolls-Royce Olympus. Nejvyšší rychlost dosahovala 30 uzlů.

## Operační nasazení
Britské královské námořnictvo fregaty třídy Amazon nasadilo roku 1982 ve falklandské válce. Během bojových operací byly dvě fregaty potopeny. Antelope zasáhly dvě pumy svržené z argentinského bojového letounu Douglas A-4 Skyhawk. Zatímco první nevybuchla a udělala díru do trupu lodi, druhá explodovala při snaze pyrotechnika o její zneškodnění. Vzniklý požár způsobil výbuch munice, který plavidlo potopil. Fregata Ardent se potopila po poškození způsobeném neřízenými střelami vypuštěnými argentinskými letadly.

## Zahraniční uživatelé
Pákistán

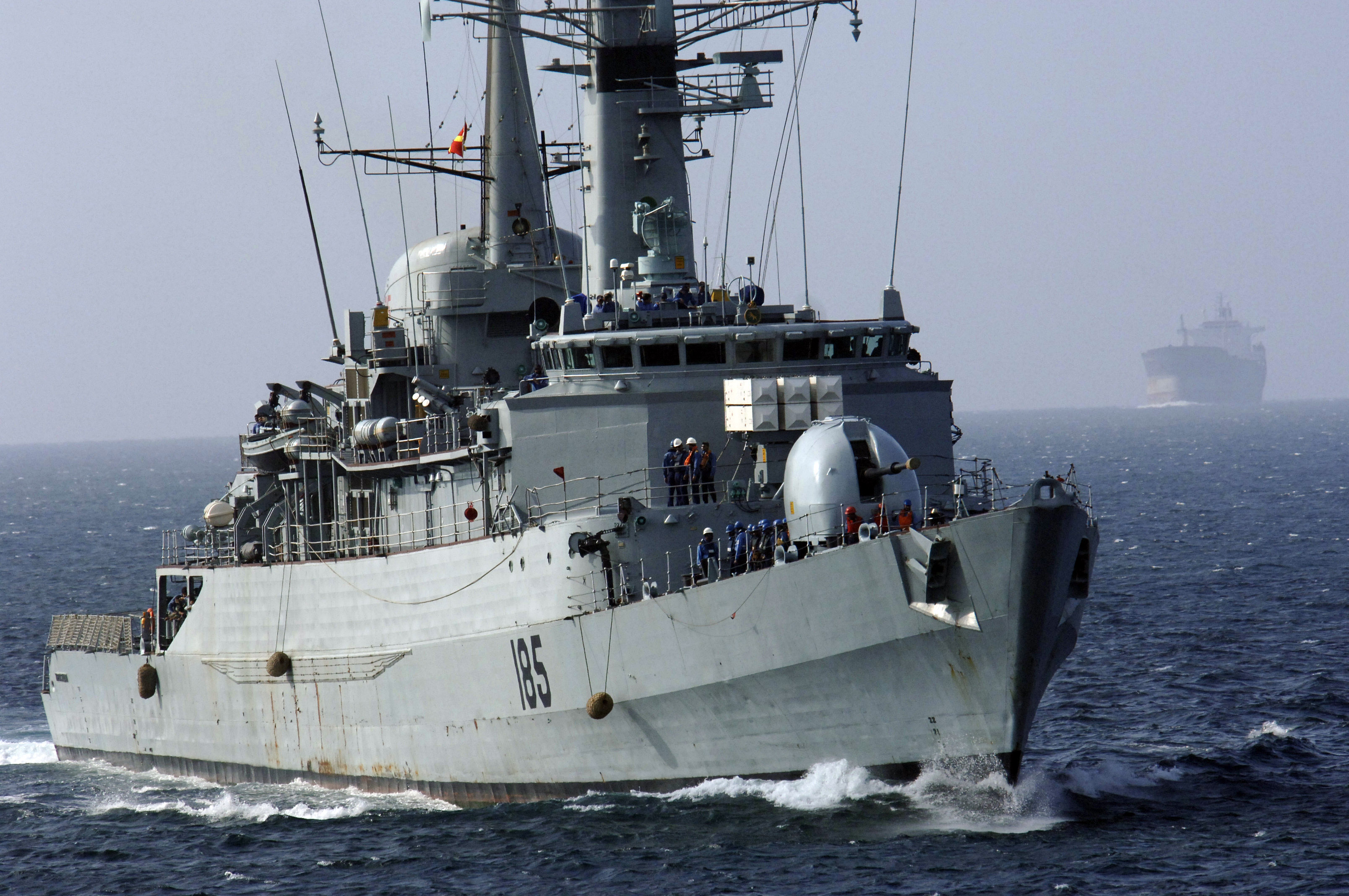
Detail pákistánské fregaty Tippu Sultan (D185). Dobře jsou patrné čínské střely LY-60N před můstkem

- Pákistánské námořnictvo v letech 1993–1994 získalo všechny přeživší britské fregaty typu 21. Britské námořnictvo je vyřadilo v rámci úspor po skončení studené války. Nesou označení třída Tariq a byly kategorizovány jako torpédoborce. Plavidla dostala jména Babur (ex Amazon), Shahjahan (ex Active), Tariq (ex Ambuscade), Khaibar (ex Arrow), Badr (ex Alacrity) a Tippu Sultan (ex Avenger). Z fregat byly odstraněny střely Exocet i Seacat a 20mm kanóny nahradil dvojnásobný počet kusů ráže 25 mm. Z hlediska výzbroje se pákistánské fregaty dělily na dvě skupiny. Trojice fregat dostala čtyři protilodní střely Harpoon a další trojice nesla šestinásobné vypouštěcí zařízení čínských protiletadlových řízených střel LY-60N. Část lodí rovněž dostala systém bojové obrany s 20mm kanónem Phalanx CIWS.